# Le Temple, Loir-et-Cher

Le Temple este o comună în departamentul Loir-et-Cher, Franța. În 1 ianuarie 2022 avea o populație de 173 de locuitori.